# 上韦内戈诺
上韦内戈诺（義大利語：Venegono Superiore），是意大利瓦雷泽省的一个市镇。总面积6平方公里，人口7105人，人口密度1184.2人/平方公里（2009年）。国家统计（ISTAT）代码为012137。